# Сойка-присмехулка
„Сойка-присмехулка“ е научнофантастичен роман от поредицата „Игрите на глада“ на писателката Сюзан Колинс.

## Сюжет
Внимание:  Текстът по-долу разкрива сюжета на произведението (или части от него)!
Окръг 12 е унищожен, но Катнис Евърдийн, огненото момиче, е оцеляло. Гейл е успял да избяга. Семейството на Катнис е в безопасност. Пийта е в ръцете на Капитола. Окръг 13 наистина съществува, има бунтовници, има нови лидери. Революцията се разгаря.
Успехът на въстанието зависи от готовността на Катнис да се подчини, да поеме отговорност за живота на безброй хора и да промени бъдещето на Панем. За да го направи, тя трябва да преодолее гнева и недоверието си и да стане Сойка-присмехулка – символ на въстанието, каквато и да е цената лично за нея.

## Екранизации
През 2014 г. романът е екранизиран във филма „Игрите на глада: Сойка-присмехулка – част 1“ с участието на Дженифър Лорънс и Джош Хъчърсън. През 2015 г. излиза втората част от екранизацията – „Игрите на глада: Сойка-присмехулка – част 2“.